# Caserma Garibaldi (Milano)
Caserma Garibaldi, è uno storico palazzo nel centro della città di Milano in stile neoclassico. Attualmente sede della Polizia di Stato, è di proprietà dell'Università Cattolica del Sacro Cuore che lo ha acquistato nel 2015 per 88 milioni di euro. Sarà destinato all'ampliamento dell'ateneo dell'Università Cattolica.

## Storia
Fu progetta da Gerolamo Rossi nel 1807 e conclusa da Giovanni Voghera nel 1843, diventando la Caserma dei Veliti Reali. La sua costruzione ha "inghiottito" l'intero convento dei francescani, risalente al XIV secolo e dedicato per l'appunto a San Francesco. Al suo interno, nella chiesa di San Francesco Grande, la Confraternita della concezione finanziò nel 1483 un'ancona d'altare, scolpita e dipinta, con al centro la "Vergine delle rocce" di Leonardo da Vinci. In seguito, il dipinto andò in possesso agli eredi della Confraternita ma venne trascurato, fino ad essere svenduto ad un collezionista inglese. Oggi è pertanto esposto alla National Gallery di Londra.